# Jan Petr
Jan Petr (23. září 1931 Praha – 13. prosince 1989 Praha) byl český lingvista, profesor srovnávací slovanské jazykovědy a vedoucí katedry slavistiky na Filozofické fakultě Univerzity Karlovy, ředitel Ústavu pro jazyk český, člen-korespondent Československé akademie věd.

## Život
Jan Petr se narodil 23. září 1931 v Praze. V roce 1950 začal studovat na Univerzitě Karlově obory sorabistika a polonistika. V letech 1952—1955 pokračoval v polonistických studiích nejprve na Varšavské univerzitě a poté na Jagellonské univerzitě v Krakově. Tam také získal titul magistra filozofie na základě práce o polském zájmenu každý ve vývoji a nářečích polštiny (Zaimek każdy w historii i dialektach języka polskiego, Wrocław 1957).
Jeho další život byl spjat s katedrou slavistiky Filozofické fakulty Univerzity Karlovy v Praze. Zde získal v roce 1962 hodnost kandidáta filologických věd (CSc.) na základě disertační práce o přídavných jménech v polštině. V roce 1966 se habilitoval prací s obdobnou tematikou (Niezłożone formy przymiotników w historii i dialektach języka polskiego, Wrocław 1969). V roce 1968 byl ustanoven docentem pro západoslovanské jazyky a sorabistiku. Od roku 1971 vedl katedru slavistiky FF UK. V roce 1980 dosáhl hodnosti doktora věd (DrSc.) a o rok později byl jmenován profesorem pro obor srovnávací slovanská jazykověda (1981).
Koncem sedmdesátých let začal působit v Československé akademii věd, kam se postupně přesouvalo těžiště jeho práce. V roce 1978 byl pověřen vedením Ústavu pro jazyk český, poté byl zvolen členem-korespondentem ČSAV (1984) a od roku 1987 byl členem jejího prezídia.
Za svoji vědeckou činnost byl mnohokrát oceněn v Československu i v zahraniční. Obdržel Státní cenu NDR J. B. Ćišinského (1989), v roce 1988 mu byl udělen čestný doktorát Sofijské univerzity Klimenta Ochridského. Československá akademie věd mu udělila Zlatou plaketu J. Dobrovského.
Profesor Petr byl přesvědčený marxista. Po listopadové revoluci spáchal dne 13. prosince 1989 sebevraždu.

## Dílo
Petrova bibliografie je svým rozsahem i šíří záběru udivující; zahrnuje studie o polštině, slovinštině, bulharštině, baltských jazycích, práce ze srovnávací slavistiky, slovanské dialektologie, staroslověnštiny, z dějin slovanských jazyků i z dějin slavistického bádání. Věnoval se hlavně otázkám polské a lužickosrbské filologie. V posledním desetiletí svého života projevoval velký zájem o bulharistiku, především o její dějiny. Je autorem více než 500 odborných prací se slavistickou tematikou.
Z jeho pedagogické činnosti vyplynulo i autorství nebo spoluautorství řady učebnic. Napsal například skripta Základy slovinštiny (1971) a spolu s Albínou Lipovec Učebnici slovinštiny (1976).
Zabýval se též filozofickými kořeny marxistické jazykovědy. Shromáždil všechny odkazy k jazykové problematice obsažené v dílech Marxových, Engelsových a Leninových (Klasikové marxismu-leninismu o jazyce, Praha 1977). Na základě tohoto materiálu a další literatury pak napsal knihu Filozofie jazyka v díle K. Marxe a B. Engelse (Praha 1980). Usiloval o zavedení marxistické metodologie do jazykovědy.
V roce 1980 se stal vedoucím redaktorem časopisu Naše řeč. Publikoval v něm řadu hodnotných článků, například z dějin české jazykovědy. Přispíval i do univerzitních řad Slavica Pragensia a Práce z dějm slavistiky; některé svazky také redigoval. V letech 1986–1987 vyšly tři svazky akademické Mluvnice češtiny, kterou zpracoval kolektiv pracovníků Ústavu pro jazyk český a pracovníků vysokoškolských lingvistických kateder. Profesor Petr byl vedoucím autorského kolektivu a do druhého svazku (Tvarosloví, 1986) napsal kapitoly o přídavných jménech, příslovcích a o slovesném vidu.